# National Concert Hall
Pour les articles homonymes, voir Salle de concert nationale.
Le National Concert Hall (anglais : An Ceoláras Náisiúnta) est une salle de concert à Dublin en Irlande. 
Depuis son ouverture en 1981, la salle est utilisée pour des concerts de musique classique, de jazz, de contemporain et de musique traditionnelle.